# Thermalisme dans les Pyrénées-Orientales
Pour un article plus général, voir Liste des stations thermales françaises.
Le thermalisme dans les Pyrénées-Orientales est représenté par cinq stations thermales : Amélie-les-Bains, Le Boulou, Molitg-les-Bains, La Preste (sur la commune de Prats-de-Mollo-la-Preste) et Vernet-les-Bains. À ces stations s'ajoutent des bains d'eau chaude sulfureuse de Dorres, Llo et Saint-Thomas (commune de Fontpédrouse).

## Histoire
Les bienfaits — réels ou supposés — des sources dans la partie orientale des Pyrénées est connue depuis la période romaine au moins, peut-être depuis l'âge du fer, comme pourraient les laisser penser des blocs gravés découverts près d'une source d'Amélie-les-Bains. Les Romains aménagent des thermes à Amélie-les-Bains et Les Escaldes (commune actuelle de Angoustrine-Villeneuve-des-Escaldes).
En 1845, lors du nettoyage de la source El Gros Escaldor à Amélie-les-Bains, des pièces de monnaie anciennes sont découvertes, ainsi que six lamelles de plomb gravées. Les lammelles comportent toutes des inscriptions très fines en bas latin, avec de nombreuses erreurs d'orthographe, parfois difficiles à interpréter. Il semble cependant qu'elles soient des offrandes votives et des ex-voto du IIIe ou IVe siècle dédiées à des divinités féminines guérisseuses appelées Kantae Niskae, ce qui pourrait signifier « jeunes filles des sources » dans une langue pré-latine. Au VIIIe siècle, des moines s'installent à Amélie et y fondent une église dédiée à saint Quentin. Il s'agit de la seule église en Roussillon dédiée à ce saint. Jean Abélanet propose qu'il s'agit d'une récupération chrétienne du culte païen précédent, le terme « saint Quentin » étant phonétiquement proche des Kantae Niskae.
Les bains romains d'Amélie sont rénovés en 1779. En 1819, les vestiges des bains romains des Escaldes, en mauvais état, sont détruits.